# Kananga
Kananga es una importante ciudad de la República Democrática del Congo, la capital de la provincia de Kasai Central, ubicada en la zona sur del país, cerca de la frontera con Angola, en las márgenes del río Lulua. Tiene una población aproximada de 1.930.000 habitantes (2016).

## Historia

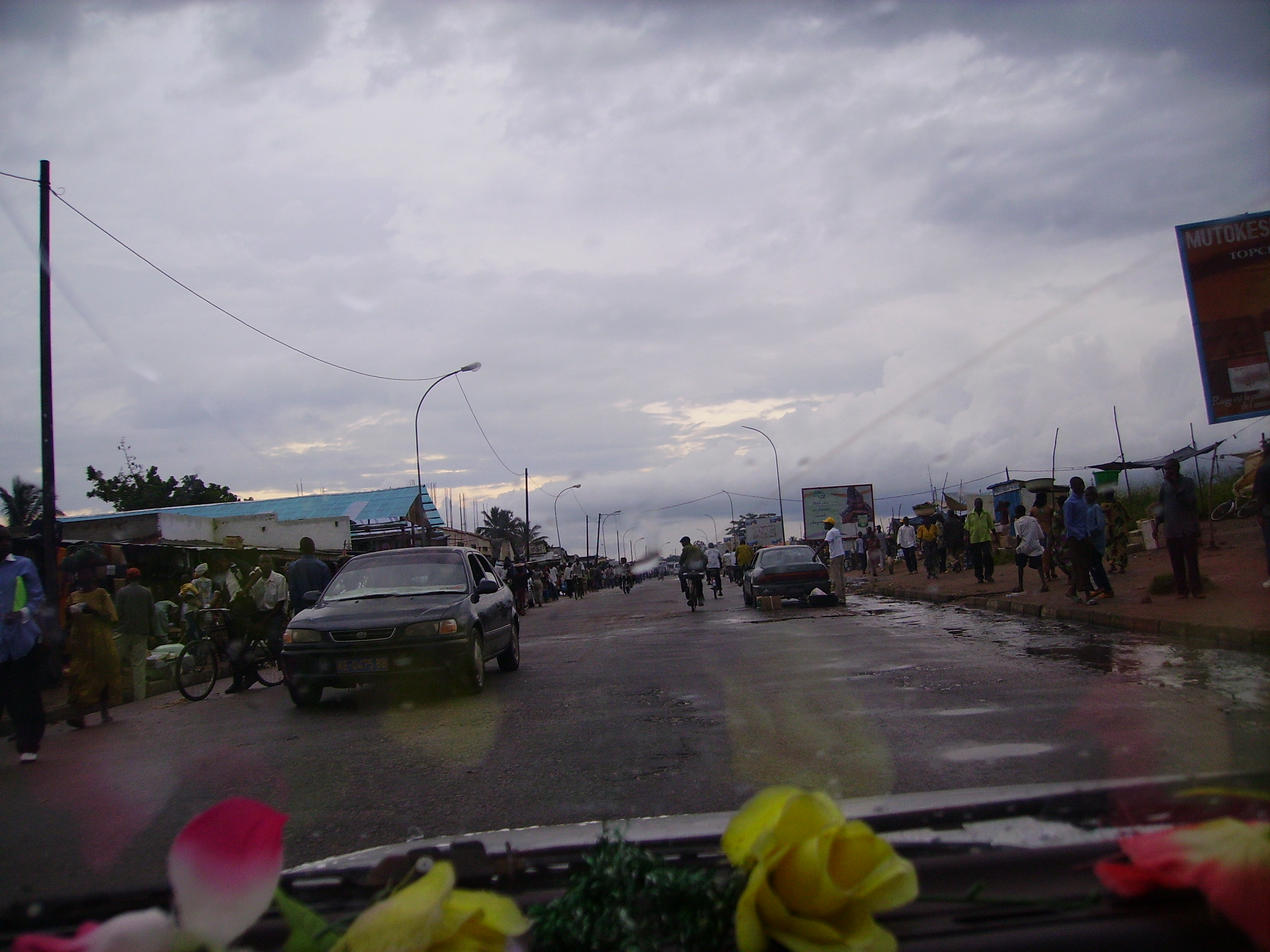
Una calle de Kananga en el 2006.

El explorador alemán Hermann von Wissmann estableció una estación en el área cercana al actual emplazamiento de la ciudad, en el margen izquierdo del río Lulua. Wissmann nombró a la nueva estación con el nombre Malandji, un nombre propuesto por sus 400 cargadores, que provenían de la ciudad de Malanje, en Angola. Con la construcción de la vía férrea en el otro margen del río, la estación fue reubicada y la nueva ciudad fundada en 1894 fue bautizada con el nuevo nombre de Luluaburg. La antigua localidad se llama Malandji-Makulu hasta la actualidad. 
Durante el proceso de negociación de la independencia del Congo Belga en 1960, una de las decisiones que se tomaron fue trasladar la capital nacional de Kinsasa a Kananga (entonces Luluaburg), atendida su mayor al centro geográfico del país. Múltiples razones dejaron de lado la aplicación de tal decisión, especialmente el intento de secesión de Albert Kalonji y el Kasai del Sur. La reconquista de la ciudad por fuerzas del gobierno central en 1962, convirtió a Luluaburg en la capital de la provincia de Kasai Occidental. En 1966, en el apogeo del movimiento de “autenticidad” dirigido por el dictador Mobutu Sese Seko, la ciudad fue rebautizada como Kananga, al igual que Leopoldville fue rebautizada como Kinsasa. 
Con la aprobación de la nueva constitución de la RDC, con la consecuente subdivisión administrativa en 25 provincias, Kananga pasará a ser la capital de la nueva provincia de Kasai Central, tras la división de Kasai Occidental en dos provincias.
Es un importante centro comercial y administrativo, y es conocida con el nombre de Kananga-Malandji o incluso como Kananga-Malandji wa Nshinga, donde Nshinga significa cables, en razón de la construcción de grandes torres de alta tensión por el desarrollo del proyecto de generación eléctrica de las Presas de Inga.